# Station Noirétable
Station is een spoorwegstation in de Franse gemeente Noirétable.